# Quickmail Planzer
Die Quickmail Planzer AG ist das erste Privatunternehmen in der Schweiz, das seit der Teilliberalisierung des Briefmarktes adressierte Sendungen zustellt. Sie wurde im August 2009 gegründet und stellt in der Schweiz adressierte Briefe, Mailings, Kataloge und Zeitschriften über 50 g für Geschäftskunden zu. Quickmail ist gemäss dem Tätigkeitsbericht der Eidgenössischen Postkommission PostCom Marktführer bei den privaten Briefdienstleistern. Das Unternehmen ist in der Schweiz neben der Schweizerischen Post das einzige im Briefverkehr tätige Unternehmen.

## Geschichte
Das Unternehmen wurde am 18. August 2009 nach der Senkung des Briefmonopols im Juli 2009 auf 50 Gramm als Tochtergesellschaft der MS Direct Group AG gegründet. Im September 2009 wurde der Quickmail AG von Bundesrat Moritz Leuenberger auf Antrag der damaligen Postregulationsbehörde eine Konzession für die Beförderung von Paketen und Briefen über 50 Gramm erteilt.
Die erste Zustellung fand im November 2009 in den Kantonen St. Gallen, Appenzell Innerrhoden, Appenzell Ausserrhoden und im Thurgau statt. Es folgten das St. Galler Rheintal und die Region Winterthur. Im Mai 2010 wurde die Kooperation mit der AWZ AG, einem Generalunternehmen im Direktmarketing mit Sitz in Bern, bekanntgegeben. Ab Juni 2010 wurde mit der Zustellung im Raum Bern und kurz danach auch in den Kantonen Solothurn, Zug, Schwyz, Aargau und im Tessin gestartet.
Durch die Kooperation mit der APZ AG in Schaffhausen ab Dezember 2010, der Kooperation mit der Aarmail AG in Birr ab August 2011 und der Kooperation mit der BVA Logistique AG in Lausanne ab Januar 2012 wurden weitere Regionen in der Schweiz erschlossen.
Per 1. März 2012 wurde das Zustellgeschäft der AWZ-Gruppe von der Direct Mail Company AG (DMC AG), einer Tochtergesellschaft der Schweizerischen Post, übernommen. Damit endete die knapp zweijährige Kooperation der beiden privaten Anbieter. In den Folgejahren wurden aufgrund der Expansionsstrategie der Schweizerischen Post im Bereich der unadressierten Zustellung die Kooperationen mit der BVA Logistique AG sowie der APZ AG beendet und die Regionen eigenständig erschlossen.
Seit Januar 2018 bietet die Quickmail AG auch den Transport von Briefen und Warensendungen von der Schweiz ins Ausland an. Am 22. Oktober 2018 wurde mitgeteilt, dass die MS Direct Group AG ihre Aktienmehrheit an eine durch die Verium AG vertretene Investorengruppe abgibt.
Gemäss eigenen Angaben hat Quickmail im Jahr 2018 98,8 Millionen Sendungen zugestellt und hält einen Marktanteil von 2,6 Prozent an allen adressierten Sendungen unter 1000 g. 2019 beförderte das Unternehmen mit 106,8 Millionen Sendungen erstmals über 100 Millionen Sendungen pro Jahr. 2020 beförderte Quickmail 108 Millionen Briefe, Mailings und Kataloge. Im Jahr 2021 lag die Anzahl der von Quickmail beförderten Sendungen bei 105,5 Millionen.
Im Juli 2022 gab die Quickmail AG bekannt, neu auch unadressierte Sendungen zu befördern.
Im Juli 2023 wurde bekannt, dass die Schweizerische Post die Quickmail-Gruppe, bestehend aus der Quickmail AG und der Quickpac AG, unter Vorbehalt der Zustimmung durch die Wettbewerbskommission, übernehmen will. Diese hat die Übernahme im Januar 2024 wegen drohenden Einschränkungen des Wettbewerbs verboten.

## Dienstleistung
Quickmail stellt einmal pro Woche adressierte Massensendungen für Geschäftskunden zu. Die Zustellung erfolgt immer an fest definierten Zustelltagen. Die physische Sortierung und die Identifizierung der durch Quickmail beförderten Sendungen erfolgt durch die Quickleitzahl. Diese enthält im Gegensatz zur Postleitzahl logistische Informationen über das Zustellgebiet und die Gangfolgenummer, andererseits ist sie auch eine Identnummer, mit der jede Sendung identifiziert und ihr Weg durch die Beförderungskette nachvollzogen werden kann. Damit ist ein für Massensendungen neuartiges indirektes Track & Trace möglich. Unzustellbare Sendungen werden ebenfalls anhand der Quickleitzahl elektronisch erfasst und den Kunden zur Verfügung gestellt.

## Haushaltsabdeckung und Standorte
Quickmail betreibt zusammen mit allen Partnern in der Schweiz insgesamt 17 Sortierzentren. Der Hauptsitz befindet sich in St. Gallen. Quickmail erreichte per Ende Dezember 2021 rund 89,3 % aller Schweizer Haushalte und 92,2 % aller Haushalte in der Deutschschweiz. In der Westschweiz sind es 83,2 % und im Tessin, wo Quickmail seit Herbst 2016 zustellt, werden 76,2 % der Haushalte bedient.

## Briefmarken
Die erste Briefmarke der Quickmail AG und damit auch eines privaten Postdienstleisters in der Schweiz erschien am 26. Mai 2011. Es handelt sich um eine Blockbriefmarke mit einer Wertangabe von 2,50 Franken und stellt ein Postwertzeichen im klassischen Sinne dar. Die Briefmarken werden abgestempelt und enthalten keine Codes. Am 27. Juni 2012 wurde die Briefmarkenserie «Einheimische Schmetterlinge» mit drei selbstklebenden Motiven herausgegeben. Kurze Zeit später eröffnete für private Sammler der Briefmarkenshop auf der Homepage des Unternehmens. Mit der Doppelbriefmarke «Rendez-vous Bundesplatz» erschien am 1. Oktober 2015 das zweite Mal in der Schweiz eine nachtleuchtende Briefmarke. Anlass für die Herausgabe war das Jubiläum der gleichnamigen Licht-und-Ton-Show. Die selbstklebenden Marken stellen die Nordfassade des Bundeshauses bei Tag und bei Nacht dar. Am 20. Oktober 2020 gab Quickmail die neue Briefmarkenserie «Typisch Schwiiz» heraus. Der Hintergrund dieser beiden Briefmarken setzt sich aus Wörtern in verschiedenen schweizerdeutschen Dialekten und typischen Wörtern der anderen drei Landessprachen zusammen.

## Quickpac
Seit Juni 2019 stellt Quickmail mit der Division Quickpac auch Pakete zu. Als erster Paketdienstleister in Europa setzt Quickpac für die Zustellung von Paketen ausschliesslich auf Elektroautomobile und betreibt nach eigenen Angaben die grösste Elektroauto-Flotte der Schweiz. Ende 2020 eröffnete Quickpac sein drittes Depot in Dietikon (ZH) und beliefert von dort aus mit 75 Elektrofahrzeugen weitere 300'000 Haushalte. Das Unternehmen bedient damit nach eigenen Angaben ab November 2020 50 Prozent aller Haushalte in der Deutschschweiz mittels Elektrofahrzeugen.
Im Jahr 2020 beförderte Quickpac 1,9 Millionen Pakete und damit 1,5 Millionen mehr als 2019. Gemäss eigenen Angaben wurde dabei jedes fünfte Paket am Tag der Einlieferung zugestellt (Same Day Delivery).
2021 beförderte Quickpac 3,4 Millionen Pakete und damit erneut 1,5 Millionen mehr als im Vorjahr. 2022 eröffnete Quickpac ein neues Depot in St. Gallen, Ostermundigen und Ebikon und schaffte dabei rund 200 neue Vollzeitarbeitsplätze. Nach eigenen Angaben erreicht Quickpac damit ab Herbst 2022 50 % aller Haushalte in der Deutschschweiz.